# Msimbati
Msimbati ist ein Verwaltungsbezirk (Ward) des Distrikts Mtwara in der tansanischen Region Mtwara. 

## Geografie
Msimbati liegt im Südosten von Tansania auf einer Halbinsel im Indischen Ozean, etwa 25 Kilometer südöstlich der Regionshauptstadt Mtwara. Die Fläche des Bezirks beträgt 47 Quadratkilometer. Bei der Volkszählung 2022 lebten hier 5715 Menschen in 1660 Haushalten.

## Gliederung
Der Bezirk besteht aus vier Gemeinden (Mtaa) mit 16 Orten (Kitongoji):
| Mtandi - Majengo - Liumbo - Maili - Lukanga | Msimbati - Msije - Sokoni - Yao - Kilimani | Ruvula - Namponda - Nanano - Likungu - Likungu | Mnuyo - Bumbwini - Jibu - Mnamba - Lianje |

## Wirtschaft und Infrastruktur
- Bodenschätze: Seit 2007 wird in Msimbati Erdgas gefördert.[6]
- Bildung: Die Msimbati Secondary School ist eine weiterführende Schule, die Jugendliche bis zur 4. Stufe ausbildet.[7]
- Gesundheit: Im Bezirk gibt es eine staatliche Apotheken.[8]